# 버킹엄 대학교
버킹엄 대학교(University of Buckingham, UB)는 영국 버킹엄에 위치한 비영리 사립 대학이며 영국의 5개 사립 대학들 가운데 가장 오래된 학교이다. 1973년에 "University College at Buckingham"(UCB)라는 교명으로 설립되었으며 1976년 5명의 학생이 입학했다. 1983년에 대학교(university) 지위를 얻었다. 5개의 스쿨에서 학사, 석사, 박사 학위를 수여한다.